# 日立市立坂本中学校
日立市立坂本中学校（ひたちしりつ さかもとちゅうがっこう）は、茨城県日立市石名坂町1-30-1にあった日立市立中学校。

## 沿革

### 年表
- 1947年5月3日 - 久慈郡坂本村立坂本中学校が創立 （坂本小学校内に併設）[6]。
- 1948年9月29日 - 独立校舎が現在地に落成[6]。
- 1955年2月15日 - 坂本村と日立市が合併し、新日立市が誕生。日立市立坂本中学校となる[6][7]。
- 1986 - 1987年度 - 文部省「機器利用英語教育研究指定校」に指定される[6]。
- 2010 - 2011年度 - 金融教育研究校に指定[6][8]。
- 2014年8月19日 - 第43回全国中学校サッカー大会に出場[6][9]。
- 2015年1月24日 - 全国いじめ問題子供サミットに茨城県代表として参加[6][10][11]。
- 2016年9月26日 - 創立70周年に合わせてマスコットキャラクターを制定[12][13]。
- 2022年10月11日 - 坂本中学校・久慈中学校統合準備委員会が設置される[14]。
- 2025年
  - 3月6日 - 閉校式を挙行[15]。
  - 3月31日 - 閉校[16]。
  - 4月 - 日立市立久慈中学校と統合。統合校の位置は現在の久慈中学校[14][17]。

## 教育方針
（出典：）
学校教育目標
生徒一人一人の夢や希望の実現―「笑顔」と「さかもと魂」の実践―

## 学校行事
八宝祭（体育祭）（はっぽうさい）
毎年5月ごろに開催される本校の体育祭。例年は屋外での開催だったが、令和4年度からは生徒数減少のため規模を縮小し体育館での開催となった。
紫苑祭（文化祭）（しえんさい）
坂本中学校で毎年11月3日に開催される文化祭。合唱コンクールをはじめ、生徒たちによる演劇やダンスなど、様々な出し物が行われる。

## 部活動
（出典：）

### 運動部
- 卓球部

### 文化部
- 吹奏楽部

## 通学区域
（出典：）
- 日立市石名坂町
  - 旧地番
  - 1丁目1番（5・30号以降除く）、2から53番
  - 2丁目
- 日立市大和田町
- 日立市久慈町
  - 5丁目4から6番（11から22号）、7番8から19号、27・46から48・52番
  - 6丁目29番（4から8号）・36・37番
  - 7丁目1・6から8号、5番3から6号
- 日立市南高野町
  - 1丁目
  - 2丁目1から9番（3から8号）、10から23番
  - 3丁目1から4番（13号のみ）、5から22番
- 日立市茂宮町

## 進学前小学校
- 日立市立坂本東小学校

## 学区内の主な施設
- 日立市役所南部支所
- 久慈川日立南交流センター
- 南高野学校給食共同調理場
- 常磐自動車道 日立南太田IC